# Felicity
Felicity es una serie de televisión estadounidense emitida en la WB Television Network. Creada por J.J. Abrams y Matt Reeves, la serie consta de cuatro temporadas que suman un total de 84 capítulos. Emitida desde el 29 de septiembre de 1998 hasta 22 de mayo de 2002.
La historia se centra en los años universitarios de Felicity Porter y su grupo de amigos durante su estancia en la Universidad de Nueva York. Se narran los cambios que van experimentando los personajes en su camino hacia la vida adulta, dejando atrás la adolescencia.
En España la serie ha sido emitida por Telecinco, Cosmopolitan TV, el canal digital terrestre Clan TVE, Cuatro y Divinity.

## Reparto
- Keri Russell, Felicity Porter.
- Scott Speedman, Ben Covington.
- Amy Jo Johnson, Julie Emrick (episodios 1-48).
- Scott Foley, Noel Crane.
- Tangi Miller, Elena Tyler.
- Mary Elizabeth Winstead, Nina Herpang [2-3]
- Amanda Foreman, Meghan Rotundi [2-]
- Greg Grunberg, Sean Blumberg [2-]
- Ian Gómez, Javier Clemente Quintana [4-]

## Argumento
Felicity es una joven que estudia en el instituto de una localidad californiana, Palo Alto. Ella es tímida, con pocos amigos que, tras terminar el instituto, decide ir a la Universidad de Nueva York para realizar un cambio en su vida, pese a la oposición de sus padres. Decide ir a esta universidad porque allí es donde irá a estudiar Ben, del que ha estado siempre enamorada pero nunca ha podido confesárselo puesto que él era el chico popular del instituto.
Pese a que esa es la razón por la que va hasta Nueva York, allí empieza a replantearse sus sentimientos cuando conoce a Noel, estudiante de segundo año y consejero de estudiantes de la residencia de Felicity. En los primeros días conoce a Julie, otra chica que se ve envuelta en la vorágine de la gran ciudad. En la residencia, Felicity comparte piso con Megan, una chica de gustos góticos y que apenas pasa por la habitación debido a su ajetreada vida social. Felicity comienza a estudiar medicina, donde conoce a Elena. Rápidamente congenian y se convierten en compañeras de estudio.
Por su parte, Ben vive en un apartamento con Sean, que es un inventor frustrado en busca de una idea que lo haga rico. Al principio, Felicity trata de acercarse a Ben y consigue confesarle que la verdadera razón por la que está en Nueva York es él. Ben la rechaza, por lo que Felicity decide seguir con su vida y profundizar más en la amistad con Noel, llegando incluso a iniciar una relación amorosa.
En el transcurso de la historia irán apareciendo situaciones amorosas entre los protagonistas, aunque la más importante será el triángulo amoroso formado por Felicity, Ben y Noel, el cual no se resolverá hasta el último capítulo de la última temporada.

## Elenco
“Felicity” mantuvo un elenco central y a la mayoría de los actores durante las cuatro temporadas. Varios personajes secundarios, incluidos amigos y relaciones amorosas de los personajes principales, aparecieron intermitentemente para complementar las historias que giraban en torno a este reparto central.
Keri Russell (Felicity Porter), Scott Speedman (Ben Covington), Scott Foley (Noel Crane) y  Tangi Miller (Elena Tyler) fueron los únicos actores que permanecieron en la serie durante sus cuatro temporadas. Keri Russell, Scott Speedman y Scott Foley son los únicos actores que aparecieron en los 84 epísodios de la serie. Tangi Miller solo lo hizo en 65 episodios.
Amy Jo Johnson (Julie Emrick), un personaje principal, por motivos personales relacionados con una muerte en su familia,  abandonó la serie al comienzo de la tercera temporada. Sin embargo, durante la temporada final, retomó su papel como actriz invitada. Amy apareció en 50 episodios en  total. 
Greg Grunberg y Amanda Foreman como Sean Blumberg y Meghan Rotundi, respectivamente, fueron actores recurrentes en la primera temporada y durante la segunda, fueron incluidos como actores regulares. Grunberg y Foreman permanecieron en las series durante toda su transmisión y aparecieron en 61 epísodios.
Ian Gómez  (Javier Quintana) quien originalmente fue un actor invitado en la primera temporada, fue el último actor incluido como un actor regular durante la última mitad de la transmisión de la serie. Gómez apareció en un total de 39 capítulos.

## Capítulos

### Primera temporada
1. Piloto
2. La Residencia
3. Objetos Queridos
4. Palabras
5. Asustada
6. Trampas
7. Trazar la Línea (1)
8. Trazar la Línea (2)
9. El Día de Acción de Gracias
10. Al Final
11. Dame un Cero
12. Amigos
13. Todd Mulcahy (1)
14. Todd Mulcahy (2)
15. Amor y Matrimonio
16. La Fuga
17. Asesinos
18. Feliz Cumpleaños
19. Documental
20. Contactos
21. La Fuerza
22. Felicity Estuvo Aquí

### Segunda temporada
1. En Segundo
2. La Lista
3. Historia Antigua
4. Profundidades
5. Videojuegos
6. Virus del Amor
7. Con Suerte
8. Asuntos de Familia
9. Retratos
10. Grandes expectativas
11. Ayuda para enamorados
12. La Depresión
13. La Verdad y sus Consecuencias
14. La Verdad Desnuda
15. Las Cosas Cambian
16. Revoluciones
17. Documental II
18. Party Line
19. Compañeros Candidatos
20. Ben Estuvo Aquí
21. La Teoría de Aretha
22. La Respuesta Final
23. El Asunto más Serio que Existió

### Tercera temporada
1. The Christening
2. La Operación AntiNatalie
3. Hola, Tengo que Irme
4. Griegos y Raros
5. Sorpresa
6. Una Pelota, Dos Goles
7. Besando al Sr. Covington
8. Un Óvulo de Calidad
9. James y la Pipa Gigante
10. Vamos a Ello
11. Y Buenas Noches a Todos
12. Pelea de Chicas
13. El Apagón
14. Equipo para Rupturas
15. Fin de Carrera
16. Llueven Hombres
17. El Último Verano

### Cuarta temporada
1. La Declaración
2. La Boda de mi Mejor Amiga
3. La Bolsa o la Vida
4. El Concurso de Miss Buena
5. Una Borrachera de Miedo
6. Vaya... Noel ha Vuelto a Hacerlo
7. La Tormenta
8. El Último Día de Acción de Gracias
9. Pasar Página
10. Fuego
11. Un Partido Perfecto
12. Un Futuro Incierto
13. Besos a Discreción
14. Crecer en Arizona
15. A la Caza del Trabajo
16. Ben, no te Vayas
17. La Graduada
18. El Tiempo lo Dirá
19. El Poder de la Ex
20. El Juego de la Botella
21. Inocencia de Felicity Interrumpida
22. Regreso al Futuro

- Datos: Q1141890